# Dineutus sinuaticollis
Dineutus sinuaticollis là một loài bọ cánh cứng trong họ van Gyrinidae. Loài này được Zimmermann miêu tả khoa học năm 1924.